# Nördarna kommer!
Nördarna kommer! (engelska: Revenge of the Nerds) är en amerikansk komedifilm från 1984. Robert Carradine och Anthony Edwards spelar huvudrollerna. Andra roller spelas av Curtis Armstrong, Ted McGinley, Julia Montgomery, Brian Tochi, Larry B. Scott, John Goodman och Donald Gibb. Filmen regisserades av Jeff Kanew.
Filmen handlar om Lewis (Carradine) och Gilbert (Edwards) som börjar på college och blir trakasserade av medlemmarna i Alphabetaföreningen. Bravo listade filmen som nummer nittioett på en lista över de hundra roligaste filmerna.